# Ron Nagle

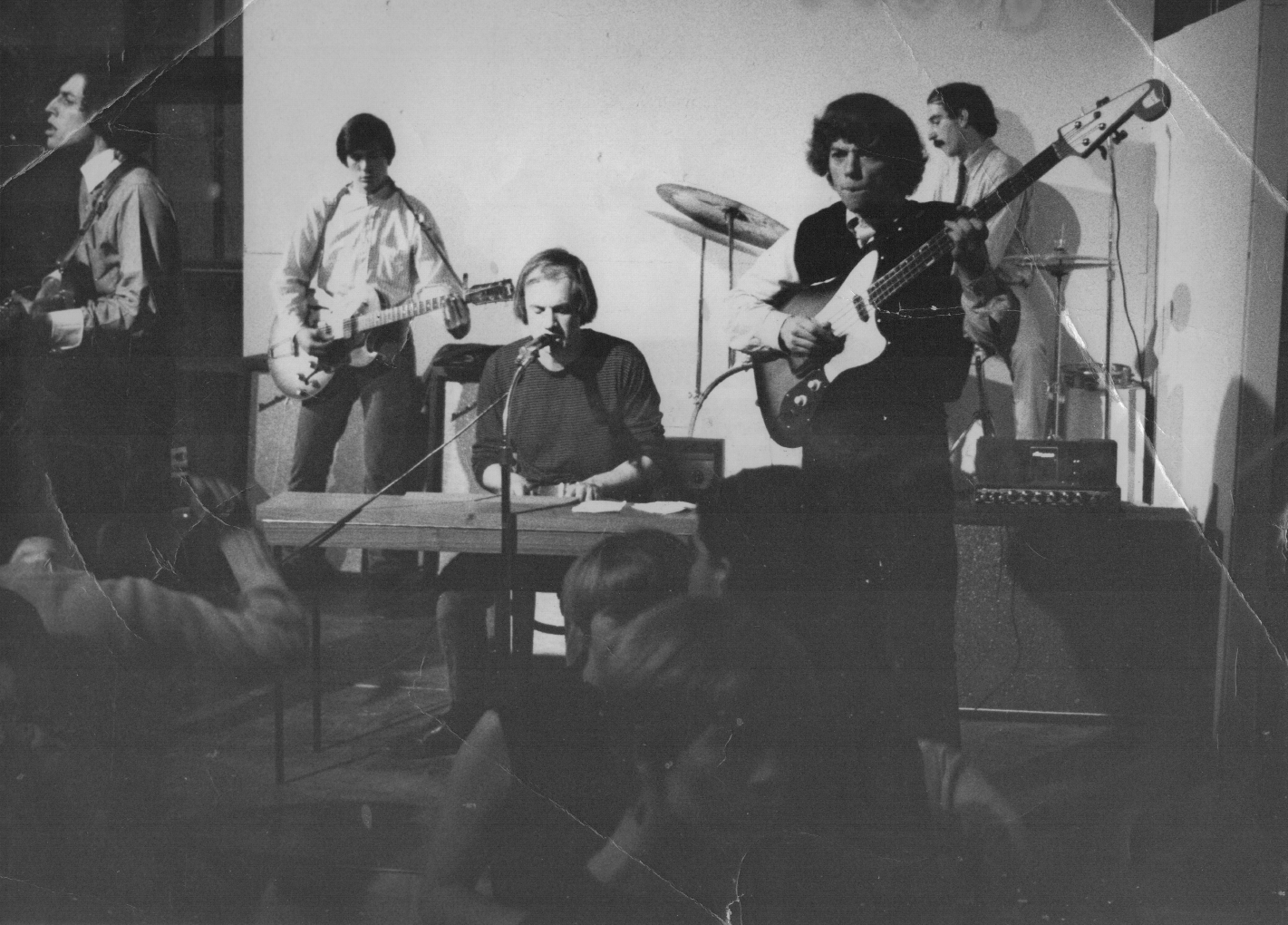
Die Band The Mystery Trend, 1966. Ron Nagle in der Mitte

Ron Nagle (* 21. Februar 1939 in San Francisco, Kalifornien) ist ein US-amerikanischer Künstler, Musiker (Sänger/Songwriter) und Plattenproduzent. Er ist bekannt für seine kleinformatigen, detailreichen und farbenfroh bemalten Keramikskulpturen.  

## Leben
Ron Nagle wurde 1939 in San Francisco geboren. Bereits in der High School begann er mit Keramik zu arbeiten und entwickelte ein Interesse an Schmuckdesign, das er während seines Studiums weiter verfolgte. Zunächst schrieb er sich am San Francisco State College für Englisch ein, wechselte dann aber zum BFA-Programm, das er 1961 mit dem Schwerpunkt Keramik abschloss. Zwischen 1961 und 1978 unterrichtete Ron Nagle Keramik am San Francisco Art Institute, am California College of Arts and Crafts und an der University of California, Berkeley, wo er von Peter Voulkos, einem zentralen Mitglied der Abstract Expressionist Ceramics, unterrichtet wurde. 1978 wurde er Professor am Mills College, wo er mehr als 30 Jahre lang Keramik unterrichtete.
Sein Engagement für die Kultur der Westküste – Surfen, Rockmusik, Hot-Rod-Kultur – ist ein integraler Bestandteil sowohl seiner Kunst als auch seiner Musik. Ron Nagle besaß ein 1948er Ford Coupe, das er mit 40 Schichten British Racing Green lackierte, wobei er zwischen jeder Schicht schliff, um die Tiefe der Farbe zu erreichen. Derselbe Enthusiasmus spiegelt sich in der detaillierten Farbgebung und Textur seiner Skulpturen wider.

## Werk
Ron Nagle beschäftigt sich seit über 50 Jahren mit Keramik. Er hat sich intensiv mit der Typologie des Gefäßes – insbesondere der Tasse – auseinandergesetzt und dabei den Gebrauchsaspekt des traditionellen Handwerks zugunsten formaler Überlegungen zum Medium überwunden. Seine kleinformatigen Skulpturen bestehen oft aus mehreren Elementen und verwenden eine Vielzahl von Techniken und Materialien, darunter Schlickerguss, Airbrush, Handformung, traditionelle und unkonventionelle Glasuren, Metall, Polyurethan, Wachs und Epoxidharz.  
Das Zeichnen ist für Ron Nagles Praxis grundlegend, und er betrachtet seine Arbeit aus einer zweidimensionalen, flachen Perspektive. Dies steht im Einklang mit seinem erklärten Interesse an der Malerei, wobei er Einflüsse wie Giorgio Morandi, Cy Twombly und Billy Al Bengston nennt.  
Sein Werk wird mit dem California Clay Movement in Verbindung gebracht, und Ron Nagle ist häufig auf Ausstellungen abstrakter expressionistischer Keramik vertreten. Obwohl sich Nagle von der traditionellen Keramik distanziert, erkennt er den Einfluss zeitgenössischer Bildhauer an, die mit diesem Medium arbeiten, wie zum Beispiel Kenneth Price. Inspiration findet er auch in unkonventionellen Quellen wie Cartoons, Graffiti, Lebensmittelarrangements und Mode.  

## Musik
Ron Nagle ist nicht nur Bildhauer, sondern auch Musiker und Komponist. 1965 gründete er mit einer Gruppe von Freunden am San Francisco Art Institute die Gruppe The Mystery Trend. Nagle veröffentlichte auch mehrere Soloalben, darunter Bad Rice, das 1970 bei Warner Bros. erschien. 1975 lernte Nagle den Sänger, Songwriter, Produzenten und Multiinstrumentalisten Scott Mathews kennen, mit dem er eine Songwriting- und Produktionsfirma gründete. Gemeinsam schrieben sie Songs für legendäre Künstler, die sich millionenfach verkauften, und veröffentlichten 1979 ihr eigenes Album bei Capitol Records, das vom Rolling Stone mit fünf Sternen ausgezeichnet wurde und einige europäische Hits hervorbrachte.
Ron Nagle arbeitete auch an den Soundeffekten für Der Exorzist (1973). Er verstärkte und verzerrte die Geräusche von Bienen in Gläsern und zerbrechenden Fensterscheiben, um verstörende Effekte in dem Horrorfilm zu erzeugen.
Ron Nagles Liebe zum Wortspiel, die in seinen Songtexten zum Ausdruck kommt, spiegelt sich auch in den witzigen und schwarzhumorigen Titeln wider, die er seinen Kunstwerken gibt.

## Ausstellungen
Ron Nagles erste Einzelausstellung fand 1968 in der Dilexi Gallery in San Francisco statt. Seitdem wurden seine Werke in zahlreichen Ausstellungen gezeigt, unter anderem im Saint Louis Art Museum, im Carnegie Museum of Art, im San Diego Museum of Art und im Museum Boijmans Van Beuningen. In der Ausstellung The Encyclopedic Palace, die Massimiliano Gioni für die 55. Biennale in Venedig kuratierte, waren dreißig Keramiken von Ron Nagle zu sehen.

## Auszeichnungen
- 2011: Arts and Letters Award, American Academy of Arts and Letters
- 2008: Joan Danforth Endowed Faculty Chair, Mills College
- 2006–07: Metz Chair, Mills College
- 1998: Flintridge Foundation Visual Artist Award; The Best of 1998, Dave Hickey, Artforum
- 1997: Fellow of the American Craft Council
- 1996: Joan Danforth Endowed Faculty Chair, Mills College
- 1990–97: Faculty Research Grant, Mills College
- 1986: National Endowments for the Arts Fellowship
- 1984: Faculty Research Grant, Mills College
- 1983: Mellon Grant
- 1981: Mellon Grant
- 1979: Lucie Stern Chair, Mills College; National Endowments for the Arts Fellowship
- 1978: Adaline Kent Award, San Francisco Art Institute
- 1974: National Endowments for the Arts Fellowship